# Gorzelnia w Osiekach
Gorzelnia w Osiekach – budynek gorzelni wybudowany w 1904 r. Osiekach, w powiecie koszalińskim, w województwie zachodniopomorskim.

## Historia
Gorzelnia została utworzona w 1904 r. z inicjatywy rodziny Hildebrandtów, jako część majątku dworskiego. Wywar pozostały po produkcji surowego spirytusu był wykorzystywany jako pasza dla bydła, natomiast sam spirytus był walutą w handlu wymiennym z okoliczną ludnością.
Po zakończeniu II wojny światowej obiekt został upaństwowiony i stał się częścią Państwowego Gospodarstwa Rolnego. W latach 80. gorzelnia w Osiakach dostarczała spirytus do Polmosu w Starogardzie Gdańskim. W okresie PRL produkowano ok. 130-150 tysięcy litrów spirytusu rocznie. Po rozwiązaniu PGR-u w Osiekach gorzelnia została wydzierżawiona (lata 90. XX w.)  a następnie wykupiona (2002) przez prywatnego przedsiębiorcę. W 2008 r. wyprodukowano ok. 580 tysięcy ton spirytusu. 